# Баллотика

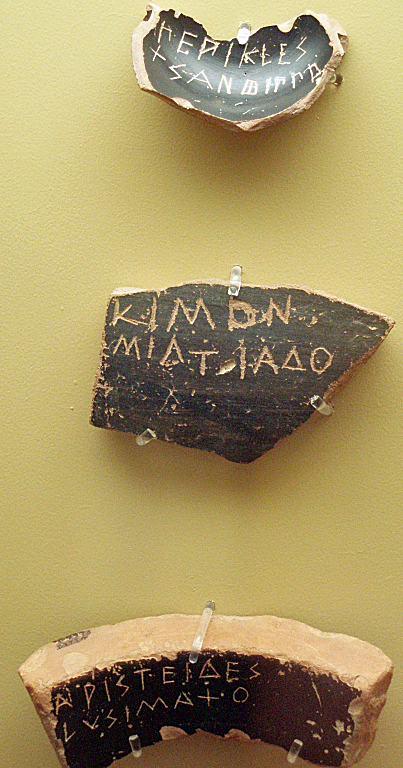
Куски разбитой керамики (остраконы), использованные для голосования. Номинированные персоны (сверху вниз): Перикл, Кимон и Аристид, каждый со своим отчеством

Балло́тика (от англ. ballot) — область коллекционирования и изучения избирательных бюллетеней или листков для голосования. В некоторых случаях под баллотикой может также подразумеваться совокупность предметов коллекционирования, объединенных общей тематикой — марки, монеты, медали, почтовые карточки, этикетки, и т.п. с изображением избирательного бюллетеня.

## Область коллекционирования
Предметом коллекционирования являются избирательные бюллетени с выборов.

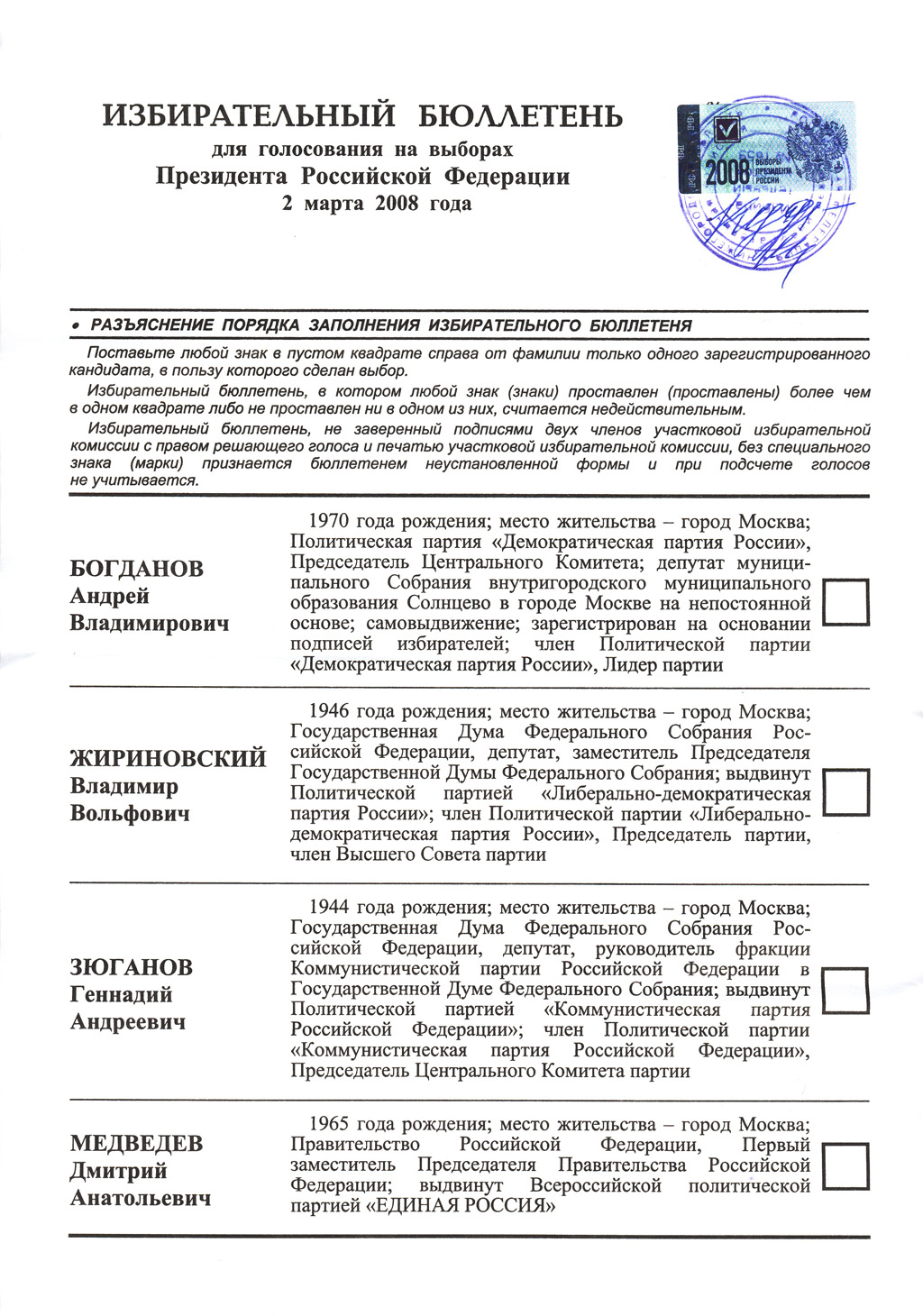
Избирательный бюллетень для голосования на выборах Президента России в 2008 году.
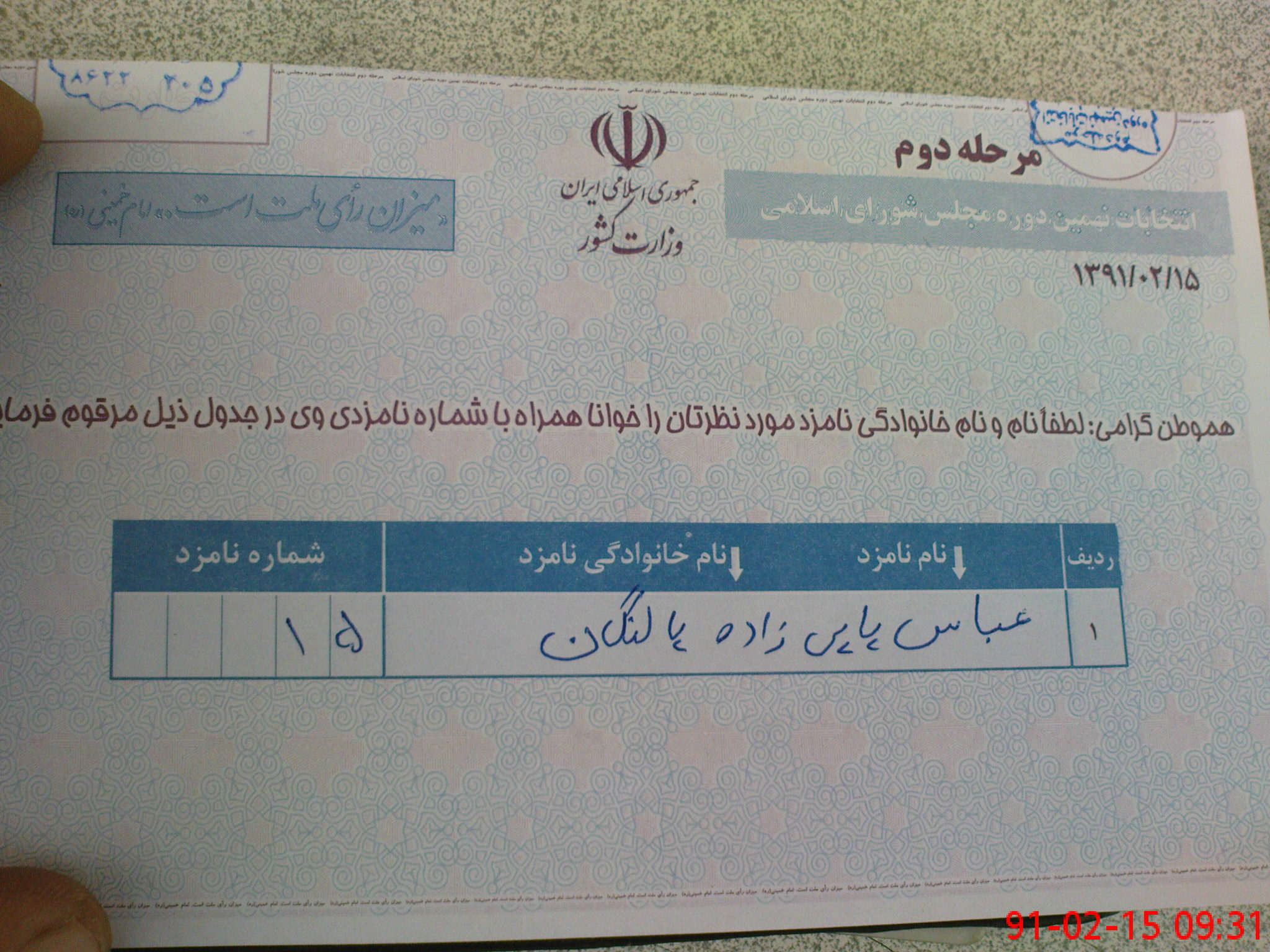
Избирательный бюллетень. Второй тур парламентских выборов. Иран. 2012 год.
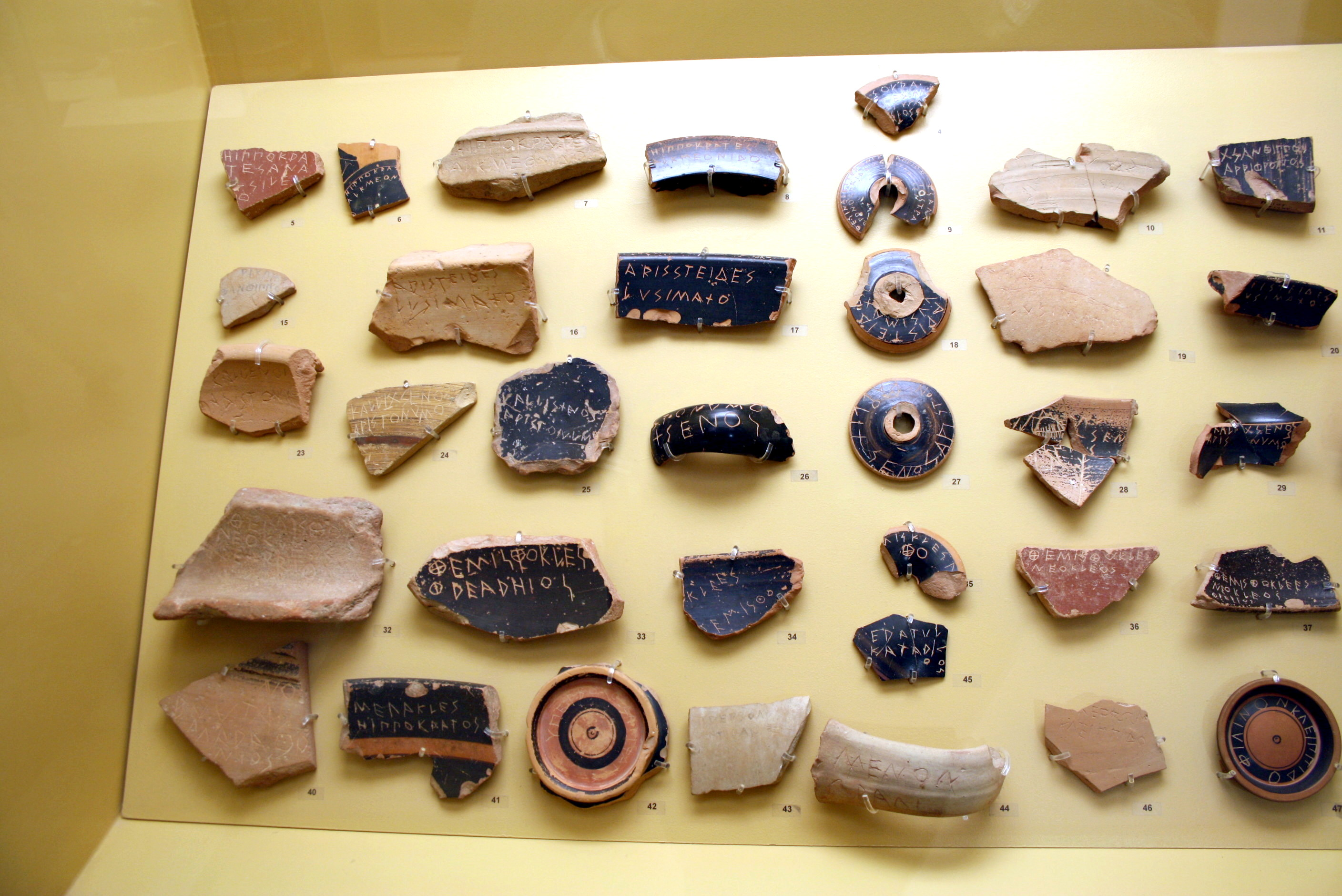
Черепки для голосования. Древняя Греция. Музей Стоа Аталла (Афины).
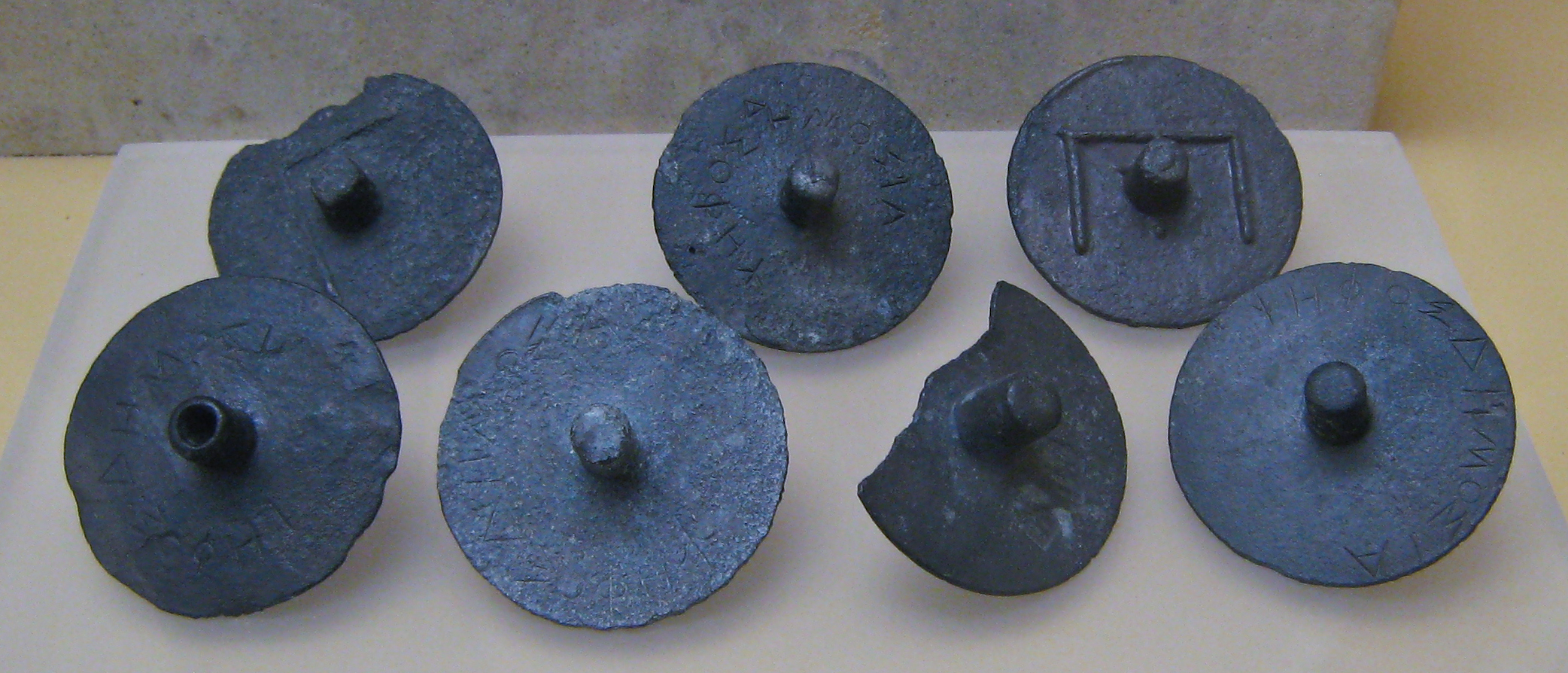
Диски для голосования. Древняя Греция. Археологический музей Афинской агоры.
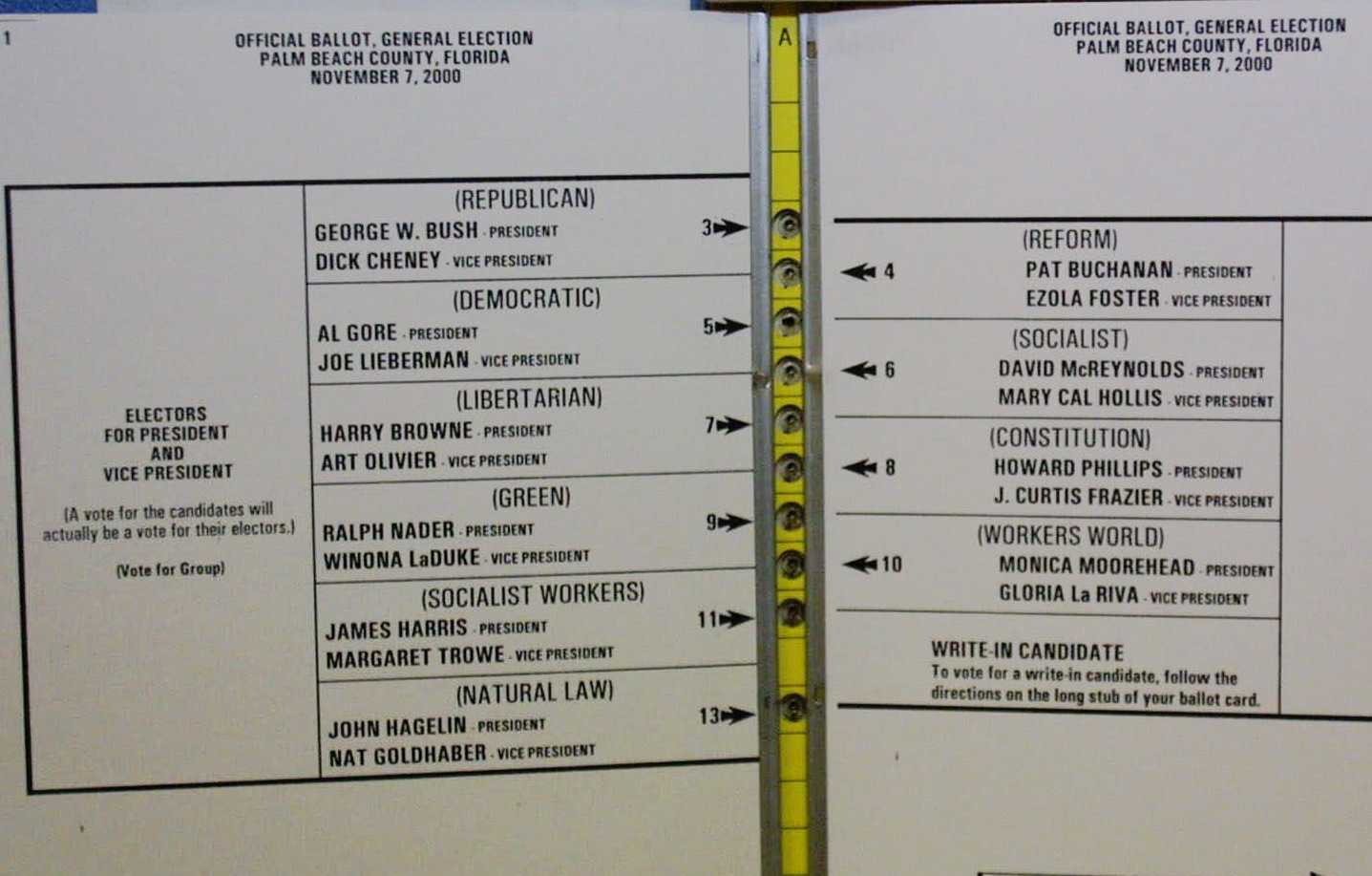
Избирательный бюллетень. Президентские выборы. США. 2000 год.

Избирательные бюллетени в филателии
Избирательные бюллетени в нумизматике

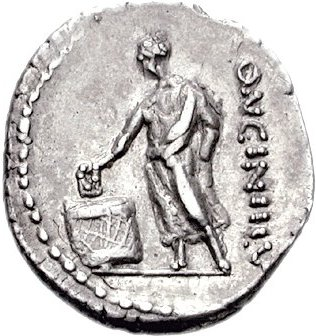
Древнеримская монета.

Избирательные бюллетени в других областях коллекционирования

## История голосования и избирательного бюллетеня
Голосование, как процедура избрания, впервые встречается в Древней Греции. Изначально им пользовались не для того, чтобы избирать людей на должности, которые распределялись по принципу случайного выбора жюри, а при принятии решений демократическими собраниями. Например, голосование широко применялось о судьбе отдельных личностей. Время от времени собрания голосовали за то, чтобы подвергнуть кого-либо остракизму, то есть временно изгнать его. Слово «остракизм» происходит от греческого слова остракон (ὄστρακον — черепок, скорлупа), так как голосование производилось кусочками разбитой глиняной посуды. Обнаружено много таких «бюллетеней для голосования» с написанным на них одним очерком одним и тем же именем, что свидетельствует о появлении системы внесения кандидатов в бюллетень (правда, не для их избрания, а для их изгнания) уже в те далекие времена. В назначенный день каждый гражданин в собрании писал на принесенном с собой черепке имя человека, которого, по его мнению, следует изгнать; затем входил в особое огороженное пространство и клал черепок, держа его надписью вниз.
Выборы по жребию существовали в прошлом у некоторых народов, но наибольшую известность получили выборы по жребию, применяемые в демократическом устройстве древних Афин. В Афинах классического периода (V век до н. э.) большинство должностных лиц и члены коллегиальных органов управления выбирались путём жребия.
Избирательный бюллетень — избирательный документ для тайного голосования. Избирательный бюллетень содержит фамилии, имена кандидатов на выборах, различные варианты вынесенного на голосование решения. Бюллетень заполняется избирателем в особой комнате или кабине и опускается в избирательный ящик (урну) в сложенном виде или в специальном конверте.
В мировой практике различают:
- официальные, напечатанные государством избирательные бюллетени;
- неофициальные бюллетени, которые печатаются баллотирующимися кандидатами или партиями.

## Вынос бюллетеня с избирательного участка для коллекции в Российской Федерации
Формально вынос избирательного бюллетеня с выборов не запрещен и не наказуем, но практически каждый раз избиратели, желавшие забрать свои бюллетени домой, а не опускать их в урну, сталкиваются с сопротивлением сотрудников избирательных комиссий и полиции. Причиной тому отсутствие в российском законодательстве четкого статуса избирательного бюллетеня — в частности, наличие или отсутствие права граждан выносить его с участков.
Так например, на президентских выборах 2008 года, на участке №2229 в городе Химки Московской области работниками милиции была пресечена попытка выноса бюллетеня журналистом одной из местных газет Антоном Назаровым. По его словам, он «убрал бюллетень в карман и попытался уйти, но сотрудники милиции остановили и препроводили его к председателю избиркома». Избирательница, которой члены комиссии попытались запретить вынос бюллетеня, просто проглотила его. В Екатеринбурге избиратель порвал бюллетень и кинул кусочки в лица членам избирательной комиссии. Буяна увез наряд милиции, а кусочки бюллетеня был собраны и по решению комиссии вброшены в урну «для восстановления статистики».
Использование избирательного бюллетеня регламентирует закон «Об основных гарантиях избирательных прав и права на участие в референдуме граждан Российской Федерации». Порядок голосования избирательным бюллетенем описан в главе 9 «Гарантии прав граждан при организации и осуществлении голосования, подсчете голосов избирателей, участников референдума, установлении результатов выборов, референдума и их опубликовании». В статьях 63 и 64 закона об обязанности гражданина опускать бюллетень в урну нет ни слова.
На эту тему говорил и экс-председатель Центральной избирательной комиссии Российской Федерации В.Е. Чуров — «...нет прямого запрета на его вынос [бюллетеня] с территории участка, но есть прямой запрет на манипуляции с бюллетенями вне территории участка. Все знаете огромное количество возможных противоправных технологий – оперирование бюллетенями вне участка, это известная «карусель», это известные вбросы и так далее. Человек, пытающийся вынести бюллетень, попадает под подозрение, как минимум. Но с другой стороны есть презумпция невиновности».
Ещё один комментарий ЦИК России: «С целью предотвращения дальнейших нарушений с использованием вынесенного бюллетеня можно предложить для обсуждения, например, следующее. Если комиссия зафиксировала попытку избирателя вынести избирательный бюллетень, то членам комиссии следует разъяснить предназначение избирательного бюллетеня и предложить избирателю проголосовать. Иные действия комиссии по пресечению выноса бюллетеня могут быть квалифицированы как незаконные.»
На президентских выборах в Российской Федерации статистика вынесенных (утраченных) бюллетеней составляет (здесь необходимо уточнить:вынесенный и утраченный бюллетень - это не одно и тоже): 2000 — 673, 2004 — 643, 2008 — 445, 2012 — 730, 2018 — 1050 бюллетеней, а на выборах в Государственную думу: 2003 — 3108, 2007 — 4751, 2011 — 2842, 2016 — 1423.

## Интересные факты
- Избирательные бюллетени во Франции готовятся самими кандидатами и баллотирующимися партиями.
- В Норвегии избиратель на выборах может использовать листок белой бумаги.
- В Италии уничтожение избирательного бюллетеня карается тюремным сроком на срок от одного до шести лет.